# P.C.V. Hansen (matematiker)
 Der er flere personer med dette navn, se P.C.V. Hansen.
Peter Christian Vilhelm Hansen (28. maj 1844 i København – 24. marts 1917 sammesteds) var en dansk matematiker og professor ved Den Polytekniske Læreanstalt.
P.C.V. Hansen var søn af skibsfører Jens Peter Hansen (1813-1874) og Dorthea Lii (ca. 1810-1900). Han tog realeksamen 1859 fra Borgerdydskolen i København og polyteknisk adgangseksamen 1860 og arbejdede som reservetelegrafist i Nykøbing Falster, hvor han blev student (privat dimitteret) 1865. Hansen tog i 1869 magisterkonferens (mag.scient.) i matematik ved Københavns Universitet og vandt universitetets guldmedalje både 1869 og 1871. I 1874 erhvervede han doktorgraden (dr. phil.) samme sted med disputatsen Sætninger om Integration af eksplicitte Differentialer og Differentialligninger. Også hans senere videnskabelige arbejder omhandlede emner inden for integralregningen. 1879-80 studerede han i Berlin under Karl Weierstrass og Leopold Kronecker.
P.C.V. Hansen blev i 1874 udnævnt til docent i matematik ved Den Polytekniske Læreanstalt og senere til professor samme sted. Han virkede i professoratet i perioden 1894-1915, og udarbejdede til sin undervisning en Lærebog i Differential- og Integralregning som blev brugt frem til ca. 1920. Han var med i bestyrelsen for Dansk Matematisk Forening i foreningens unge år. Han blev Ridder af Dannebrog 1892 og Dannebrogsmand 1913 og var censor ved skoleembedseksamen 1888-1907.
Han ægtede 13. juni 1894 i Sankt Johannes Kirke Mary von Essen Sidenius (25. februar 1843 i Skovby, Gundslev Sogn, Falster - 23. marts 1910), datter af lærer, senere proprietær Didrik Nikolai Blicher Sidenius (1805-1853) og Trine Lise Holst (1811-1875).
Han er begravet på Assistens Kirkegård.